# Ривастигмін
Ривастигмін (англ. Rivastigmine, лат. Rivastigminum) — синтетичний лікарський препарат, який є похідним карбамату та належить до групи інгібіторів ацетилхолінестерази. Ривастигмін застосовується перорально., та у вигляді трансдермальної терапевтичної системи. Ривастигмін уперше синтезований та досліджений у лабораторії Єврейського університету в Єрусалимі групою дослідників під керівництвом Марти Вейнсток-Росін, та застосовується у вигляді форм для перорального застосування з 1997 року.

## Фармакологічні властивості
Ривастигмін — синтетичний лікарський препарат, який є похідним карбамату. Механізм дії препарату полягає в інгібуванні ферменту ацетилхолінестерази в тканинах головного мозку, наслідком чого є блокування розпаду ацетилхоліну та покращення передачі нервових імпульсів у центральній нервовій системі, що сприяє зменшенню вираженості симптомів деменції. Ривастигмін застосовується при деменції, зокрема спричиненій хворобою Альцгеймера, і при його застосуванні покращуються когнітивні функції, проте зміни у поведінці хворих деменцією при застосуванні ривастигміну залишаються практично непомітними. Щоправда, при застосуванні препарату спостерігається незначна кількість побічних ефектів, переважна більшість з яких були помірними або легкими, спричинених холінергічною дією препарату.

### Фармакокінетика
Ривастигмін добре і швидко всмоктується при пероральному застосуванні, проте біодоступність препарату становить у середньому лише 36 % у зв'язку з ефектом першого проходження препарату через печінку. Максимальна концентрація ривастигміну досягається протягом 1 години після прийому препарату. Препарат погано (на 40 %) зв'язується з білками плазми крові. Ривастигмін проникає через гематоенцефалічний бар'єр, через плацентарний бар'єр, виділення у грудне молоко людини не доведене. Препарат метаболізується в печінці з утворенням кількох неактивних метаболітів, виводиться переважно із сечею у вигляді метаболітів, дуже незначна частина ривастигміну виводиться з калом. Період напіввиведення препарату становить 1 годину, при порушеннях функції печінки або нирок цей час може збільшуватися.

## Показання до застосування
Ривастигмін застосовується для симптоматичного лікування деменції альцгеймерівського типу легкого та середнього ступеня важкості та при хворобі Паркінсона.

## Побічна дія
При застосуванні ривастигміну побічні ефекти виникають нечасто, частіше спостерігаються побічні явища, пов'язані з холінергічною дією препарату. Найчастішими серед побічних ефектів ривастигміну є:
- Алергічні реакції та з боку шкірних покривів — шкірний висип, свербіж шкіри, алергічний дерматит, гіпергідроз.
- З боку травної системи — нудота, блювання, діарея, біль у животі, диспепсія, погіршення апетиту, шлунково-кишкова кровотеча, виразка шлунку або дванадцятипалої кишки, гепатит, панкреатит.
- З боку нервової системи — запаморочення, головний біль, галюцинації, порушення сну, збудження, загальна слабкість, агресивність, судоми, нічні кошмари, сплутаність свідомості, тремор, депресія, вкрай рідко — екстрапірамідні симптоми.
- З боку серцево-судинної системи — стенокардія, аритмії, синдром слабкості синусового вузла, артеріальна гіпертензія.
- Інші побічні ефекти — підвищення частоти падінь, інфекції сечових шляхів, зниження маси тіла.
- Зміни в лабораторних аналізах — підвищення активності ферментів печінки.

## Протипокази
Ривастигмін протипоказаний при підвищеній чутливості до препарату, алергічному дерматиті при нашкірному застосуванні препарату, особам у віці до 18 років.

## Форми випуску
Ривастигмін випускається у вигляді желатинових капсул по 0,0015; 0,003; 0,0045 і 0,006 г; розчину для перорального застосування із вмістом діючої речовини по 2 мг/мл; а також у вигляді трансдермальної терапевтичної системи по 4,5; 9,5 і 13,3 мг.